# 528 Rezia
528 Rezia eller 1904 NS är en asteroid i huvudbältet, som upptäcktes 20 mars 1904 av den tyske astronomen Max Wolf i Heidelberg. Den är uppkallad efter karaktären Rezia i Carl Maria von Weber´s opera Oberon.
Asteroiden har en diameter på ungefär 91 kilometer och den tillhör asteroidgruppen Cybele.